# Viktor Nilsson (fotbollsspelare)
Viktor Dan Ludvig Nilsson, född 8 juni 1995, är en svensk fotbollsspelare som spelar för Tvååkers IF.

## Klubbkarriär
Nilsson började spela fotboll i Limmareds IF som fyraåring. Han gick 2009 som 13-åring över till IF Elfsborg. I december 2014 skrev han på ett A-lagskontrakt med klubben. Nilsson gjorde allsvensk debut den 7 juni 2015 i en 5–1-seger över Gefle IF, där han byttes in i den 86:e minuten mot Anders Svensson.
I juli 2016 lånades Nilsson ut till Varbergs BoIS. Nilsson debuterade i Superettan den 31 juli 2016 i en 2–0-förlust mot AFC United, där han byttes in i den 66:e minuten mot Peter Nyström. Efter säsongen 2016 fick Nilsson lämna Elfsborg.
I december 2016 värvades Nilsson av Norrby IF.
I januari 2018 värvades han av Tvååkers IF. I december 2018 förlängde Nilsson sitt kontrakt i klubben med två år. I januari 2021 förlängde han sitt kontrakt ännu en gång med två år. I december 2023 förlängde Nilsson sitt kontrakt i klubben med ett år.

## Landslagskarriär
Nilsson spelade under 2013 en landskamp för Sveriges U19-landslag.